# Ревуэльтас, Сильвестре
Сильвестре Ревуэльтас Санчес (исп. Silvestre Revueltas Sánchez; 31 декабря 1899, Сантьяго-Папаскьяро — 5 октября 1940, Мехико) — мексиканский композитор, скрипач и дирижёр. Величайший национальный музыкант XX века.

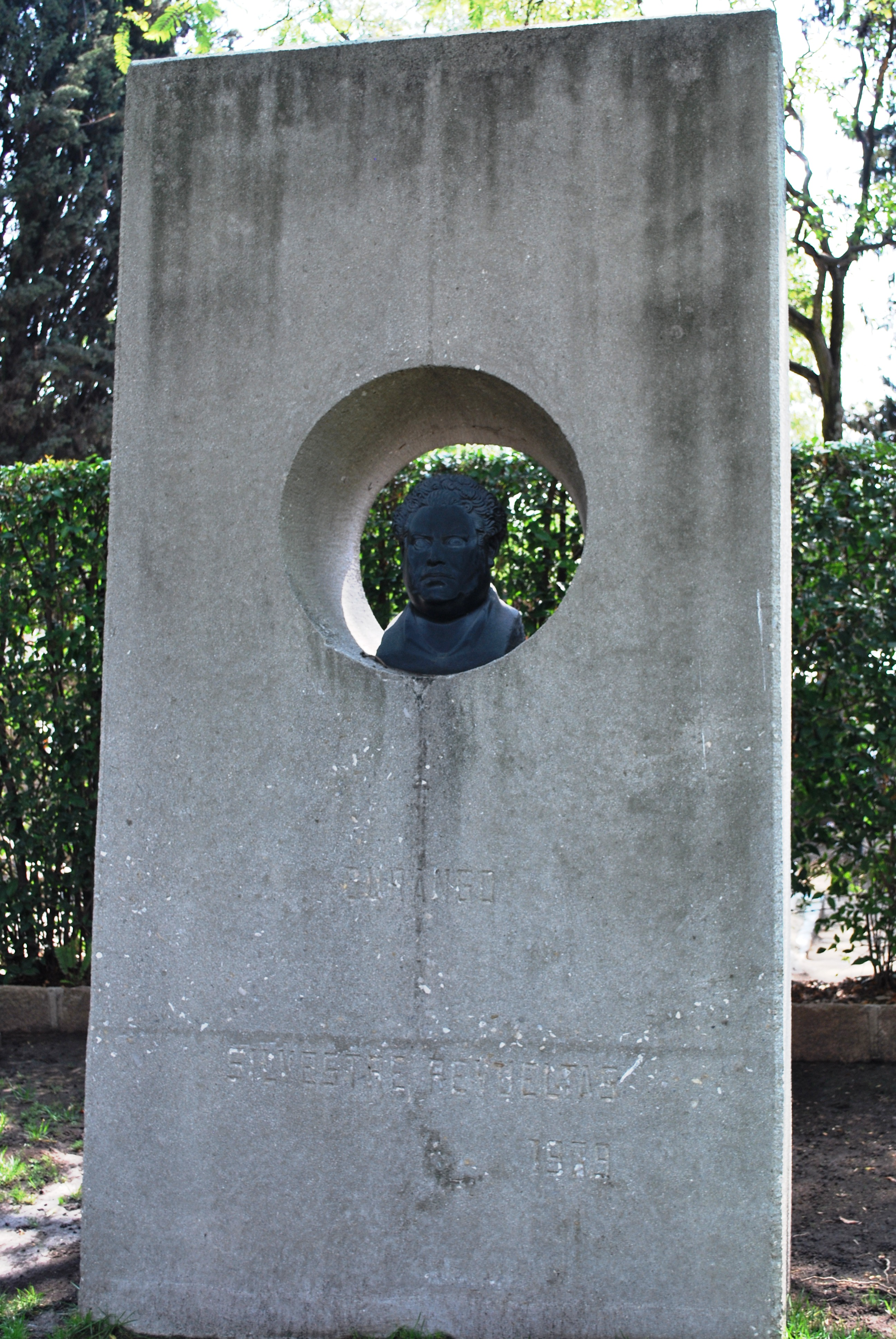
Надгробие Сильвестре Ревуэльтаса в Национальном пантеоне на кладбище Долорес в Мехико

## Биография
Из известной семьи, давшей стране крупных писателей, художников, актёров: один из его братьев — Хосе Ревуэльтас Санчес (1914—1976) — известный писатель и публицист. Закончил Национальную консерваторию в Мехико, ученик Хосе Рокабруны (скрипка) и Рафаэля Тельо (композиция). Затем учился в университете Святого Эдварда в Остине и Чикагском музыкальном колледже (в том числе у Феликса Боровского). Входил в авангардистскую группу эстридентистов. Давал скрипичные концерты, выступал как дирижёр (ассистент главного дирижёра Национального симфонического оркестра Мексики), пропагандист новейшей музыки. Дружил с Октавио Пасом, Пабло Нерудой, Николасом Гильеном, Рафаэлем Альберти, Давидом Альфаро Сикейросом. В годы Республики и гражданской войны в Испании сотрудничал с республиканскими силами, после победы Франко вернулся на родину. Бедствовал, пил, болел, попадал в психиатрические лечебницы. Скончался от воспаления лёгких.

## Творчество
Работал в кино, писал вокальную и симфоническую музыку. Автор четырёх струнных квартетов, нескольких симфонических поэм, балетов «Гуляка-головастик» (исп. El renacuajo paseador) и «Полковница» (исп. La Coronela, не завершён), камерно-инструментальных сочинений, музыки для кино.

## Сочинения

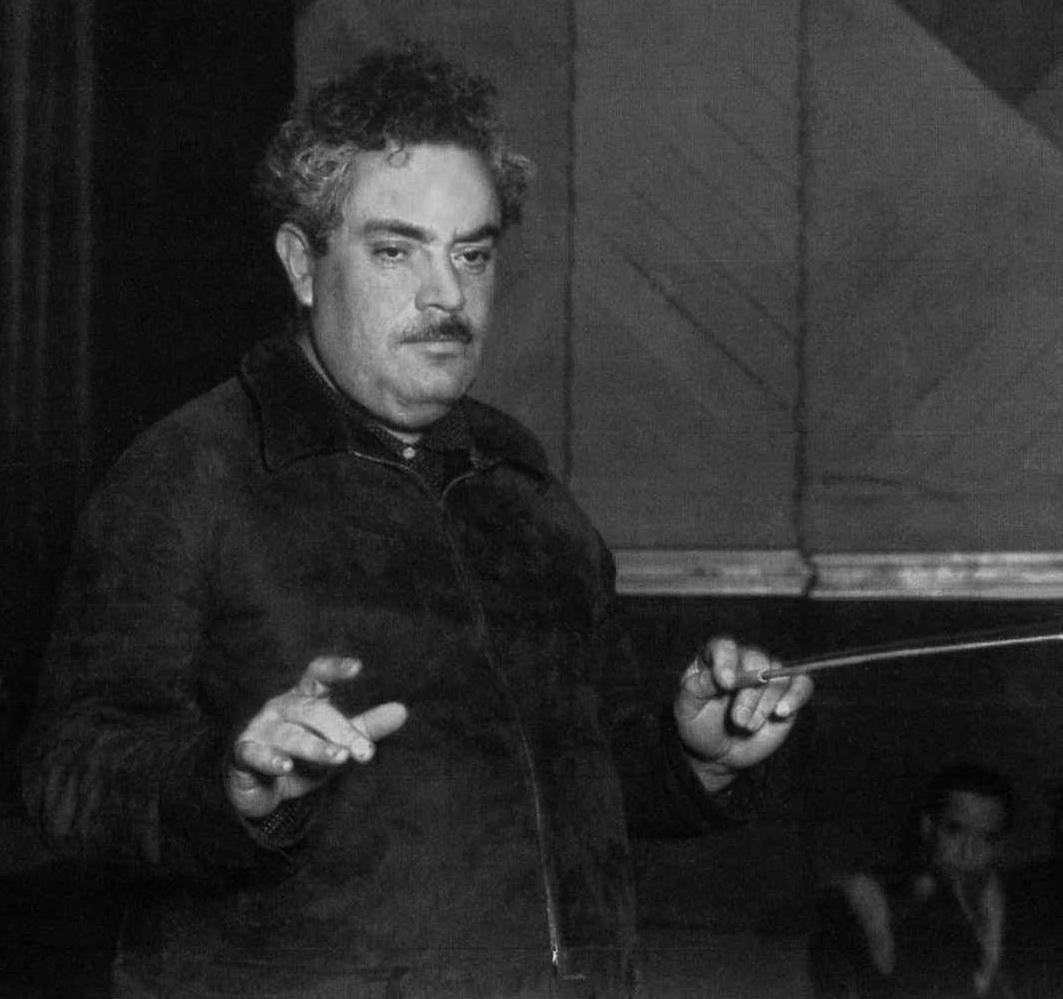
Сильвестре Ревуэльтас

| год     | произведение |
| ------- | --- |
| 1918    | Адажио для фортепиано |
| 1924    | Tragedia en forma de rábano (no es plagio) для фортепиано |
| 1924    | El afilador для скрипки и фортепиано (версия для септета духовых: 1929) |
| 1924    | Прелюдия для скрипки и фортепиано |
| 1926    | Элегия для голоса и фортепиано |
| 1926    | Батик, 3 пьесы для камерного оркестра |
| 1929    | Пьеса для оркестра |
| 1929    | Пьеса для 12 инструментов |
| 1929    | Cuatro pequeños trozos для 2-х скрипок |
| 1930    | Cuarteto de cuerda n.º 1, струнный квартет № 1 |
| 1931    | Песня (1931/1939), для камерного оркестра |
| 1931    | Дуэт утки и канарейки, для голоса и камерного оркестра |
| 1931    | Cuarteto de cuerda n.º 2 (Magueyes), струнный квартет № 2 |
| 1931    | Cuarteto de cuerda n.º 3, струнный квартет № 3 |
| 1931    | Окна, для оркестра |
| 1931    | Уличные перекрёстки, симфоническая поэма |
| 1931    | Мадригал для камерного оркестра |
| 1931    | Ranas, для голоса и фортепиано |
| 1931    | Куаунауак, симфоническая поэма для струнного оркестра |
| 1932    | Краски, симфоническая поэма |
| 1932    | El tecolote, для голоса и фортепиано |
| 1932    | Три пьесы для скрипки и фортепиано |
| 1932    | Cuarteto n.º 4 «Música de feria», квартет № 4 |
| 1932    | Копилки, симфоническая поэма |
| 1932    | Париан, для оркестра |
| 1933    | Toccata (sin fuga), для скрипки и оркестра |
| 1933    | Трока, для оркестра |
| 1933    | 8 x радио, для группы инструментов |
| 1933    | Ханитсио (2.ª versión de 1936), для оркестра |
| 1933/35 | Прогулка головастика (hay 2.ª versión de 1936), кукольный балет-пантомима |
| 1934    | Дороги, симфоническая поэма |
| 1934    | Danza Geométrica, для оркестра |
| 1934    | Пласкости, для группы инструментов |
| 1934-35 | Музыка для фильма Сети (originalmente denominada Pescados) |
| 1935    | Музыка к фильму ¡Идём с Панчо Вильей!, |
| 1935-36 | В честь Гарсия Лорки, для камерного оркестра |
| 1936    | Музыка к кинофильмам Дороги (reorquestación de la obra sinfónica homónima, 1933), музыка для фильма |
| 1936    | Amiga que te vas, для голоса и фортепиано |
| 1937    | Caminando, для баритона и фортепиано |
| 1937    | Сенсемайя, canto para matar a una culebra, симфоническая поэма для камерного оркестра |
| 1937    | Не знаю что ты думаешь…, для группы инструментов |
| 1938    | First little serious piece, для группы инструментов |
| 1938    | Second little serious piece,для камерного оркестра |
| 1938    | Orquestación de música partisana: Un canto de guerra para los frentes populares, для оркестра |
| 1938    | Orquestación de música partisana: Hacia la vida (Shostakovich), для оркестра |
| 1938    | Escenas infantiles, для камерного оркестра |
| 1938    | Música para la película La bestia negra, музыка для фильма |
| 1938    | Música para la película El Indio, музыка для фильма |
| 1938    | Música para la película Ferrocarriles de Baja California (dirigida en concierto por Revueltas bajo el nombre Музыка для болтовни, y editada en forma de suite, como Пейзажи, por el director austriaco E. Kleiber), музыка для фильма |
| 1938    | Canto de una muchacha negra, для голоса и фортепиано |
| 1938    | 7 песен Гарсия Лорки [7 canciones], для голоса и фортепиано |
| 1938-39 | Маршруты, для оркестра |
| 1938-39 | Детких песен [5] y dos canciones profanas, для голоса и фортепиано |
| 1939    | Музыка для болтовни (пейзажы), для камерного оркестра |
| 1939    | Три Сонета (hora de junio), для группы инструментов |
| 1939    | Música para la película El signo de la muerte, музыка для фильма |
| 1939    | La Noche de los Mayas (suite realizada por José Yves Limantour), для оркестра |
| 1939    | Música para la película La noche de los mayas, музыка для фильма |
| 1939    | Аллегро для фортепиано |
| 1939/40 | Полковница, балет (незавершен) |
| 1940    | Este era un rey, музыка к спектаклю для группы инструментов |
| 1940    | Música para la película ¡Que viene mi marido!, музыка к фильму |
| 1940    | Музыка к фильму Те, кто внизу |